# Robert Kranjec
Robert Kranjec (Kranj, Yugoslavia, 16 de julio de 1981) es un deportista esloveno que compitió en salto en esquí.
Participó en cuatro Juegos Olímpicos de Invierno, entre los años 2002 y 2014, obteniendo una medalla de bronce en Salt Lake City 2002, en la prueba de trampolín grande por equipo (junto con Damjan Fras, Primož Peterka y Peter Žonta). Ganó una medalla de bronce en el Campeonato Mundial de Esquí Nórdico de 2011, en el trampolín grande por equipos.

## Palmarés internacional
| Juegos Olímpicos   | Juegos Olímpicos                | Juegos Olímpicos  | Juegos Olímpicos |
| Año                | Lugar                           | Medalla           | Prueba           |
| ------------------ | ------------------------------- | ----------------- | ---------------- |
| 2002               | Salt Lake City (Estados Unidos) | Medalla de bronce | TG por equipos   |
| Campeonato Mundial |                                 |                   |                  |
| Año                | Lugar                           | Medalla           | Prueba           |
| 2011               | Oslo (Noruega)                  | Medalla de bronce | TG por equipos   |